# 패밀리 다이어리
패밀리 다이어리(Cronaca familiare, Family Diary)는 이탈리아에서 제작된 발레리오 추를리니 감독의 1962년 드라마 영화이다. 마르첼로 마스트로야니 등이 주연으로 출연하였다. 다른 제목으로 가족일지리고도 한다.

## 내용
엔리코(마스트로얀니)와 로렌초 형제는 고아로서, 형은 할머니에게, 동생은 영국 귀족의 집사(執事)로 있는 사롯키에게 얹혀서 자랐다. 엔리코는 저널리스트를 지망하며 식자공(植字工)으로 일했으나, 로렌초는 엄격한 양부(養父)가 싫어 불량배와 어울리게 된다. 에스파냐의 내란과 제2차 세계대전. 시간이 흘러, 엔리코는 자기 혼자의 힘으로 저널리스트가 된다. 그러나 마음이 약한 동생은 학업을 포기하고 쓸 데 없는 직업을 전전하다가 마침내 불치의 병에 걸린다. 의사는 형에게 절망이라고 일러 준다. 엔리코는 고향을 한번 보고 싶다는 동생의 희망을 받아들여, 곧 따라갈 것이라고 말하고는 동생을 먼저 떠나 보낸다. 그러나 엔리코는 동생의 뒤를 쫓으려고 하지 않는다. 엔리코는 동생의 불행한 죽음을 볼 수 있는 용기가 도저히 없었기 때문이다.

## 감상
주를리니는 1960년대의 감독 중에서 가장 원숙한 풍격(風格)을 갖는 작가이다. 이 작품은 한 시대를 살아간 형제를, 새삼스럽게 드라마틱한 수법을 써서 오히려 냉정한 터치로 묘사하고 있다. 담담한 색채는 오래도록 기억에 남을 것이다.

## 출연

### 주연
- 마르첼로 마스트로야니
- 자크 페랭
- 발레리아 시안고티니
- 살보 란도네

### 조연
- 실비
- 세레나 버게노
- 마르코 구글리엘미

## 제작진
- 원작자: 바스코 프라톨리니